# Pohlia austroelongata
Pohlia austroelongata är en bladmossart som beskrevs av Brotherus in Drygalski 1906. Pohlia austroelongata ingår i släktet nickmossor, och familjen Bryaceae. Inga underarter finns listade i Catalogue of Life.